# Vadim Gerasimov
Vadim Gerasimov (in russo Вадим Герасимов; Novovoronež, 15 giugno 1969) è un matematico e programmatore russo.

## Biografia
Nato nell'ex Unione Sovietica, ha conseguito il MS ed il BS in matematica applicata all'Università statale di Mosca nel 1992. Negli Stati Uniti ha invece ricevuto presso il MIT il MS in Media Arts and Sciences nel 1996 ed il Ph.D nel 2003.
Appena sedicenne, ha partecipato assieme ad Aleksej Pažitnov e Dmitrij Pavlovskij allo sviluppo del videogioco Tetris, portando tra l'altro la versione originale su architettura personal computer. Dal 2007 lavora per Google Australia.